# Xanthorhoe clarkeata
Xanthorhoe clarkeata là một loài bướm đêm trong họ Geometridae.